# Gran revuelta tebana
La gran revuelta tebana fue una sublevación de la Tebaida a finales del siglo III a. C. contra la autoridad de la helenística dinastía ptolemaica, que entonces controlaba Egipto. A diferencia de otras insurrecciones rápidamente reprimidas por los Ptolomeos, esta revuelta se distinguió por su duración y extensión sobre gran parte del Alto Egipto, así como por la instauración de un verdadero Estado basado en las instituciones del Egipto faraónico, con líderes que incluso se hicieron coronar faraones. Después de veinte años de existencia, el Estado faraónico creado durante esta sublevación fue finalmente derrotado por los ptolemaicos, quienes recuperaron el control total del país.

## Contexto histórico
En 332 a. C., Alejandro Magno liberó a Egipto del ocupante persa e integró el país en su vasto Imperio macedonio. A la muerte de Alejandro en 323 a. C., el imperio fue dividido en varias satrapías y Egipto quedó bajo el control del diádoco Ptolomeo, uno de los generales del fallecido rey macedonio. En 305 a. C., Ptolomeo fundó el reino ptolemaico, que gobernó con el epíteto Sóter. Sus sucesores se hicieron coronar faraones y se esforzaron a lo largo de sus reinados por presentar el Estado ptolemaico como la continuidad directa y legítima del Egipto faraónico. Esto se tradujo notablemente en un acercamiento al clero egipcio y la restauración o ampliación de los templos desatendidos durante la dominación persa. Sin embargo, el Estado ptolemaico adoptó un sistema de funcionamiento griego, imponiendo un fuerte control del ejército sobre el territorio y excluyendo a los egipcios de los puestos de responsabilidad, tanto a nivel nacional como local.

## Acontecimientos

### Origen de la sublevación
El reinado de los Ptolomeos estuvo marcado por una serie de revueltas dirigidas contra el poder real, que pueden explicarse por una combinación de factores político-religiosos, identitarios y socioeconómicos. Este último elemento parece haber sido predominante durante la gran revuelta tebana, ya que aunque Ptolomeo IV Filopátor había salido victorioso de la cuarta guerra siria, lo había hecho al precio de dejar al país en una situación financiera catastrófica. Con el objetivo de volver a surtir las arcas del reino, se decidió implantar una reforma fiscal y monetaria que incluía la devaluación de la moneda de cobre y un considerable aumento de los impuestos. Además, la terminación de la guerra estuvo acompañada por una desmovilización masiva de soldados, desestabilizando la organización social. El célebre relato del historiador griego Polibio –contemporáneo a los hechos–, según el cual la sublevación fue liderada por soldados egipcios desmovilizados a su regreso de la batalla de Rafia es hoy en día ampliamente rechazado por los historiadores. Se puede agregar a las causas de la revuelta un factor local: a pesar de la instalación de los monarcas ptolemaicos en Alejandría, la ciudad de Tebas, capital de Egipto durante siglos y centro del culto del dios Amón, gozaba aún de un inmenso prestigio, y la tentativa de Ptolomeo IV de reforzar su autoridad sobre la Tebaida colisionó con las antiguas aspiraciones autonomistas de la región. Por último, se ha de mencionar también la existencia de un cierto sentimiento antigriego en la población nativa egipcia.

### Cronología de la revuelta
Aunque entre 207 y 206 a. C. estallaron diversos desórdenes en el Alto Egipto, la revuelta no comenzó verdaderamente hasta el otoño de 206 a. C., cuando los rebeldes egipcios asaltaron el templo de Edfu. Este fue un acontecimiento marcadamente significativo, ya que el templo representaba un símbolo del poder ptolemaico en la región. Los insurrectos fortificaron el recinto y lo utilizaron como bastión, marchando después sobre Tebas, que fue conquistada y su población griega expulsada. En otoño de 205 a. C., el líder del levantamiento fue coronado faraón en Tebas como Horunnefer (Horus Onnophret), amado de Isis y Amón-Ra, un nombre regnal de fuerte simbolismo, incluso mesiánico. De todas las revueltas contra la dinastía ptolemaica, la tebana fue la única cuyos líderes llegaron a tomar el título de faraón.
La rebelión continuó extendiéndose en el Alto Egipto y, a diferencia de las revueltas anteriores, no enfrentó una represión inmediata. Esto se puede explicar mediante una serie de acontecimientos inesperados que debilitaron el mando ptolemaico de forma duradera. El rey Ptolomeo IV falleció repentinamente al año siguiente, cuando su hijo y sucesor Ptolomeo V Epífanes era aún un niño pequeño. La madre de este último, la reina Arsínoe III, asumió la regencia durante un tiempo antes de ser asesinada por sus propios consejeros, quienes se hicieron con el poder. Las protestas de la población alejandrina se convirtieron rápidamente en disturbios, mientras que en el extranjero el Imperio seléucida aprovechó esta situación de fragilidad para declarar la guerra al reino ptolemaico y apoderarse de la Celesiria. Egipto mismo se salvó de la invasión seléucida gracias a la intervención del Senado romano, que no obstante obligó a los Ptolomeos a ceder sus posesiones en Oriente Próximo.
Mientras tanto, el faraón rebelde expandía su poder en el sur del país. La extensión exacta de su área de influencia es desconocida, pero iba al menos desde Abidos –170 km al norte de Tebas– hasta Per-Hathor –30 km al sur de Tebas–. Los templos de Abidos fueron transformados en fortalezas para de asegurar la ciudad que marcaba la frontera norte del territorio insurgente. Desde Abidos, los egipcios pudieron llevar a cabo incursiones sobre la ciudad griega de Ptolemaida Hermia, a cuarenta kilómetros al norte. Horunnefer reinaba en aquel momento sobre un área que comprendía más o menos todo el Alto Egipto, con la excepción de las plazas fuertes griegas de Ptolemaida y Asuán. El nuevo faraón se esforzó en mantener la continuidad institucional mientras establecía un nuevo Estado, rehabilitando antiguos títulos y posiciones del Egipto faraónico. Es probable que los ricos templos tebanos fueran gravados con tributos, mientras que los ptolemaicos dejaron de percibir ingresos del Alto Egipto. Además, los símbolos de la presencia griega en la región fueron destruidos, como por ejemplo los baños griegos de Karnak o el templo de Medamud. En paralelo, el reino cusita de Meroe aprovechó la coyuntura para invadir Egipto y la Baja Nubia desde el sur y tomar el control de todos los territorios ptolemaicos al sur de Asuán, incluida la isla de File. El papel exacto de los reyes meroítas Arqamani y Adijalamani en la gran revuelta tebana es incierto, pero parece que apoyaron a los rebeldes hasta el fin de la sublevación. Otra cuestión sin respuesta clara es el rol del clero tebano. Dado el prestigio de los clérigos de Amón en la Tebaida, parece muy improbable que la revuelta pudiera haber durado sin el sostén del cuerpo sacerdotal. De hecho, los faraones rebeldes se destacaron en el patronato del clero de Amón para legitimar su ascenso al trono. No obstante, la hipótesis de que el clero se asociase con los alzados para obtener la independencia del culto de Amón está hoy en día holgadamente descartada. De hecho, la ausencia de represalias de los Ptolomeos contra los sacerdotes tras la supresión de la revuelta excluye que estos pudieran haber tenido un papel preponderante en el movimiento. Es posible que los sacerdotes simplemente se acomodaran a las circunstancias, apoyando a un bando u otro según el equilibrio de poderes.
La contraofensiva del ejército ptolemaico tuvo lugar finalmente entre 200 y 199 a. C. Después de un largo asedio, los insurrectos fueron expulsados de Abidos en el verano de 199 a. C. La batalla decisiva se dio cerca de Coptos un tiempo después. Horunnefer y los egipcios fueron derrotados, y las tropas de Ptolomeo V tomaron Tebas en diciembre del mismo año. La derrota de los insurgentes se manifestó en la desaparición de Horunnefer y en la aparición de un nuevo faraón llamado Anjunnefer –«Onnophret vive» o «Viva Onnophret»– incluso antes de la caída de Tebas. La hipótesis generalmente aceptada es que Horunnefer fue asesinado o capturado en la batalla de Coptos, y reemplazado por un sucesor. Sin embargo, algunos elementos sugieren que Horunnefer y Anjunnefer pudieron haber sido la misma persona, que habría cambiado su nombre regnal para celebrar el hecho de haber sobrevivido al enfrentamiento.
La campaña de Ptolomeo V parecía inicialmente haber resultado un gran éxito, y el rey aprovechó para coronarse oficialmente en Alejandría y luego en Menfis. En aquella ocasión fue publicado el decreto de Menfis –hallado en la piedra de Rosetta–, que promulgaba una serie de reformas y una amnistía de prisioneros. Sin embargo, la revuelta continuó y Anjunnefer retomó la Tebaida en torno a 197 a. C. En los años siguientes, el territorio controlado por los rebeldes egipcios se expandió hacia el norte, mucho más allá del territorio poseído por Horunnefer unos años antes, llegando hasta la ciudad de Asiut. Los alrededores de Asiut se convirtieron entonces en una zona de violentos enfrentamientos entre insurgentes y lealistas, particularmente entre 195 y 191 a. C., causando estragos entre la población.
El ejército real, comandado por un tal Ptolomeo, recuperó la iniciativa en 191 a. C. y rompió las líneas enemigas. Avanzó entonces hacia el sur, y reconquistó Tebas ese mismo año. Otro griego, llamado Protarco, fue puesto a cargo de la nueva administración ptolemaica en la capital de la Tebaida, mientras Ptolomeo fortificaba la región y continuaba enfrentándose a los sublevados. Contra todo pronóstico, el restablecimiento del poder ptolemaico no se vio acompañado de represalias sangrientas, sino de verdaderas reformas destinadas a asociar mejor a los egipcios al Estado central. Con todo, Ptolomeo no logró sofocar la revuelta de manera duradera, y acabó siendo sustituido por otro general, Comano, quien llegó a Tebas en marzo de 187 a. C. a la cabeza de un nuevo ejército. Comano se desempeñaba probablemente como epistrategos, un título recientemente creado para designar a un oficial militar con amplias potestades sobre las tropas y la administración local. Comano pasó los meses posteriores organizando sus efectivos y su avituallamiento, en previsión de una batalla de gran envergadura.
El 27 de agosto de 186 a. C., el ejército ptolemaico dirigido por Comano se enfrentó a las tropas de Anjunnefer en algún lugar al sur de Asuán. Aunque los insurrectos contaron con refuerzos nubios, no estaban preparados para oponerse a un ejército profesional en una batalla campal. Los soldados de Anjunnefer fueron vencidos, siendo capturado el mismo faraón y muertos en combate su hijo y los líderes nubios. La decisión de Anjunnefer de medir sus milicias con un ejército helenístico parece un error estratégico evidente, pero puede explicarse por la erosión del movimiento rebelde tras la pérdida de Tebas, lo cual le habría obligado a jugarse el todo por el todo. Además, la presencia de contingentes nubios pudo haber generado un cierto entusiasmo y convencido al faraón de que la victoria era posible. De cualquier manera, la derrota de Anjunnefer acabó definitivamente con la gran revuelta tebana. El faraón depuesto fue conducido a Menfis y ejecutado.